# Lista de campeãs do carnaval de São José dos Campos
Lista de campeãs do carnaval de São José dos Campos.
| Ano                          | Campeã                 | Enredo                                                                                                  | Ref.                |
| ---------------------------- | ---------------------- | --- | ------------------- |
| 1998                         | Acadêmicos do Satélite | Do passado ao futuro                                                                                    | [ 1 ] [ 2 ]         |
| 1999                         | Acadêmicos do Satélite | A história de ser mulher                                                                                | [ 1 ] [ 2 ]         |
| 2000                         | Acadêmicos do Satélite | 500 anos de Brasil                                                                                      | [ 1 ] [ 2 ]         |
| 2001                         | Acadêmicos do Satélite | Nossas Festas                                                                                           | [ 1 ] [ 3 ]         |
| 2002                         | Acadêmicos do Satélite | Os nossos artistas                                                                                      | [ 1 ] [ 2 ]         |
| 2003                         | Acadêmicos do Satélite | Luso brasileiro, uma odisséia lusitana                                                                  | [ 1 ] [ 2 ]         |
| 2004                         | Acadêmicos do Satélite | Via Láctea - Um tributo à Cooper                                                                        | [ 1 ] [ 2 ]         |
| 2005                         | Acadêmicos do Satélite | Das forjas e bigornas as lutas operárias - Tributo ao Sindicato dos metalúrgicos de São José dos Campos | [ 1 ] [ 2 ]         |
| 2006                         | Acadêmicos do Satélite | Um negócio da China                                                                                     | [ 1 ] [ 2 ]         |
| 2007                         | Acadêmicos do Satélite | Um lastro de encantos - Revelações de São Paulo                                                         | [ 1 ] [ 2 ] [ 4 ]   |
| 2008                         | Acadêmicos do Satélite | As mil faces da alma                                                                                    | [ 1 ] [ 2 ] [ 5 ]   |
| 2009                         | Raízes Jovens          | Carnaval na Antiguidade                                                                                 | [ 6 ]               |
| 2010                         | Raízes Jovens          | Ogum semeia a saga do negro ouro, o império do café dá samba no pé                                      | [ 7 ]               |
| 2011                         | Estrela de Prata       | | [ 8 ]               |
| 2012                         | Sol Nascente           | O Beijo                                                                                                 | [ 9 ] [ 10 ] [ 11 ] |
| Em 2013 não ocorreu desfile. |                        | |                     |